# Axel Zeeck
Axel Zeeck (* 31. März 1939 in Rummelsburg i. Pom.) ist ein deutscher Chemiker, Hochschullehrer und Unternehmer. 

## Leben
Zeeck besuchte das Gymnasium Schloß Plön, machte 1958 sein Abitur und studierte ab 1958 Chemie an der Georg-August-Universität Göttingen und schloss das Studium 1963 als Diplom-Chemiker ab. 1966 wurde er bei Hans Brockmann mit der Dissertation Oxydations- und Eliminierungsreaktionen am Diazomethan-Addukt von Bis-α-naphthochinon zum Dr. rer. nat. promoviert. 1974 habilitierte er sich. Danach erhielt er die venia legendi, wurde 1976 Universitäts-Dozent und ab 1980 Professor für Organische Chemie. Er war beteiligt an der Entwicklung neuer Antibiotika aus Mikroorganismen. Von 1999 bis 2006 war er Inhaber des Lehrstuhls für Biomolekulare Chemie. Er war darüber hinaus Dekan des Fachbereichs Chemie (1981–1983) und Vizepräsident (1983–1985) an der Universität Göttingen sowie Hochschulrat der Universität Osnabrück.
Sein Forschungsschwerpunkt ist die Naturstoff-Forschung. Er war Sprecher des Niedersächsischen Forschungsverbundes „Marine Biotechnologie“ und initiierte die Marine Naturstoffforschung am Bundesministerium für Bildung und Forschung. Für das Römpp Lexikon Naturstoffe bearbeitete er ca. 200 Stichworte.
Seit seiner Emeritierung 2006 ist er Gründer und Geschäftsführer der BioViotica Naturstoffe GmbH.
Im Jahr 1964 heiratete er Gisela Ruppenthal. Axel Zeeck hat zwei Kinder und ist ein Vetter von Erich Zeeck, emeritierter Professor für Physikalische Chemie an der Carl von Ossietzky Universität Oldenburg.

## Auszeichnungen
- 1979: Preis der Carl-Duisberg-Stiftung zur Fortbildung von deutschen Studierenden der Medizin
- 1994: Max-Planck-Forschungspreis

## Schriften (Auswahl)
- mit Karsten Schröder und Bernd Krone: Organische Chemie (= Arbeitsbuch Chemie für Mediziner und Biologen. Band 2). Urban & Schwarzenberg, München 1980, ISBN 3-541-09191-6.
- als Hrsg. mit Karsten Schröder und Bernd Krone: Arbeitsbuch Chemie für Mediziner und Biologen. Band 2: Organische Chemie. 2. Auflage, Urban & Schwarzenberg, München 1983, ISBN 3-541-09192-4.
- als Mitherausgeber: Chemie für Mediziner. Urban & Schwarzenberg, München 1990, ISBN 3-541-13911-0. (9. Auflage, Urban & Fischer, 2017, ISBN 978-3437424458)
- mit Stephanie Grond und Ina Papastavrou: Prüfungstraining Chemie für Mediziner. Mit 324 Fragen und Antworten. Urban & Fischer, München 2008, ISBN 978-3-437-42446-5. (2. Auflage 2012)